# Graphis dealbata
Graphis dealbata är en lavart som beskrevs av Nyl. Graphis dealbata ingår i släktet Graphis och familjen Graphidaceae.   Inga underarter finns listade i Catalogue of Life.